# Club Escacs Gerunda
El Club Escacs Gerunda és una entitat esportiva de Girona per la pràctica i difusió dels escacs presidida per en Josep Serra i Palomar després de la defunció del senyor Antoni Medinyà al 15 d'abril del 2009. El Gerunda sorgeix el 1995 de la fusió del Club Escacs Atzugàvers, de l'AVAP i la incorporació de jugadors del Club Escacs Santa Eugènia.
El club participa en la Lliga Catalana d'Escacs i altres competicions de la Federació Catalana d'Escacs. Des del 1999, organitza el Campionat d'Escacs Actius de Fires "Memorial Antoni Medinyà". dins la programació de les Fires i Festes de Sant Narcís de Girona. Des del 2010, el Gerunda organitza l'Obert Ciutat de Girona el mes de juliol. Participa en el Circuit Gironí d'Escacs Actius amb un torneig i co-organitza el Campionat Territorial Gironí d'Escacs d'Edats. També organitza un torneig juvenil d'escacs en dates nadalenques. De fet el Gerunda destaca per la dedicació a la formació joves escaquistes i d'aquí que ja hagi obtingut el premi Jordi Puig als anys 2008, 2009 i 2012 pel reconeixement als bons resultats de les categories sub-14, sub-16 i sub18.
Entre els seus jugadors, destaca el GM Àlvar Alonso, el millor jugador de tots els temps de les comarques gironines.

## Resultats destacats en competició
El 2014, el primer equip del club, el Gerunda A, aconsegueix l'ascens a primera divisió d'escacs de Catalunya. El maig del 2014 es va proclamar campió de Catalunya de Segona Divisió després d'un enfrontament amb el Club Escacs Sant Cugat. Luis Enrique Valle, Marc Prujà, Martí Mayo, Sergi González, Pere Navarro, Jordi Gusó, Jaume Mundet, David Huici, Rasen Mediñá i Rafa de Azua van formar l'equip campió.
L'abril de 2016, fou subcampió de la primera divisió de la Lliga Catalana i després assolí l'ascens a la Divisió d'Honor en derrotà el Sitges en el play-off de promoció a doble ronda: primer a Sitges amb el resultat de 4½ a 5½ i una setmana després a Girona per 7 a 3.

## Torneig de Nadal sub14
El torneig nadalenc del Gerunda per a jugadors sub14, es juga vuit partides repartides en dues tardes que es disputa a les instal·lacions del Centre Cívic Pla de Palau.
| Any  | Edició    | Campió         | Subcampió        | Tercer           | Millor sub12    | Millor sub10   | Millor sub8    |
| ---- | --------- | -------------- | ---------------- | ---------------- | --------------- | -------------- | -------------- |
| 2010 | I Nadal   | Isaac Gultresa | Eduard Prujà     | Eloi Fanals      |                 | Aleix Torres   | Jordi Arxer    |
| 2011 | II Nadal  | Rasen Mediñà   | Guillem Salagran | Rodrigo Iglesias |                 |                |                |
| 2012 | III Nadal | Rasen Mediñà   | Eduard Prujà     | Guillem Salagran | Gerard Ayats    | Àlex Ros       | Marc Jordà     |
| 2013 | IV Nadal  | Gerard Ayats   | Pau Toquero      | Oriol Serra      | David Fernández |                |                |
| 2014 | V Nadal   | Pau Toquero    | Marc Jordà       | Gabriel Vacas    | Gorka Parra     | Jan Salvatella | Jordi Camprubí |